# Nominalism

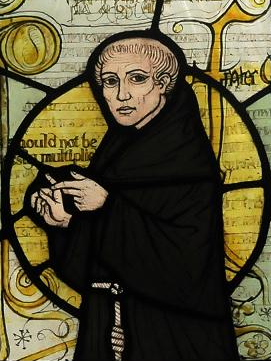
William de Ockham

Nominalismul (cunoscut și drept „via moderna”, „calea cea nouă”) este o poziție filozofică care susține că nu există decât forme sau acțiuni particulare denominabile distinct, negând existența universaliilor, adică a realităților generice, independente de subiect sau de experimentabil.
Tezele nominalismului neagă existența noțiunilor generale sau a entităților abstracte.
Doctrina platonică a afirmat existența formelor idei, independent de subiectul uman. Formele universale platonice sunt niște prototipuri modale perfecte și absolute, neschimbătoare, la care participă formele corespondente din lumea umană.
Spre exemplu, pentru fiecare formă perceptibilă sau conceptibilă, există o formă idee, o formă universală, perfectă și stabilă, care dă atributul formei sau calității din lumea umană, dar cu care nu se confundă. Realismul filozofic („via antiqua”) susține existența universaliilor precum binele, frumusețea sau dreptatea universală, din care se împărtășesc binele, frumosul și dreptatea umanului, incomparabil mai restrânse, mai puțin perfecte și mai puțin rezistente la schimbare. De asemenea, există conceptele de roșu, albastru sau verde universal, la care participă, dar cu care nu se identifică culorile corespunzătoare perceptibile de ochiul uman. Există universaliile absolute de tip mărime, cantitate, greutate, paritate, egalitate și altele asemenea și se mai disting mărimea, greutatea, egalitatea, paritatea, accesibile umanului, diferite prin amplitudine și perfecțiune de cele absolute. 
Nominalismul („via moderna”) neagă existența independentă de subiect a formelor în sine, a existențelor universale și declară că există doar entități particulare care posedând diferite grade de similitudine structurală sau dinamică sunt convențional numite cu același nume concept.
Edificiul scolasticii, care în mod tradițional era întemeiat pe sistemul științific și filozofic aristotelician, a fost pus sub semnul întrebării de către Ioan Duns Scotus (n. 1266) și William de Ockhan (cca. 1285-1349), care au propus numele de nominalism, concept ce avea să se răspândească ulterior la Universitatea din Paris, unde a fost predată de profesori ca Jean Buridan (1295-1358) și Nicole Oresme (1323-1382).
Nominalismul a contestat premisele teologice ale scolasticii, așa cum erau formulate de Aristotel și Ptolemeu. Printre primele idei promovate în nominalism au fost doctrina infinității și pluralității lumilor și cea a pozițiilor arbitrare (non-centrale) ale Pământului în Univers. Aceste două doctrine vor fi expuse de nominalistul german Nicolaus Cusanus (1401-1464).  Reprezentanți principali în domeniul nominalismului sunt Roscelin din Compiègne, Duns Scotus. În afară de domeniul filozofiei, termenul nominalism este utilizat și în economia politică în expresia teoria nominalistă a banilor.